# Patrick Joseph McGovern
Patrick Joseph McGovern, Jr (Queens, Ciutat de Nova York, 11 d'agost de 1937 - Palo Alto, 19 de març de 2014) fou un empresari estatunidenc, president i fundador d'International Data Group (IDG), una empresa que inclou filials en editorial de tecnologia, investigació, gestió d'esdeveniments i capital de risc. És un administrador del MIT.
Ell va ser inscrit en la llista Forbes 400 dels estatunidencs més rics el 2007 per tenir un patrimoni net de 4,7 mil milions de dòlars. El 2010, el seu patrimoni net era de 3,1 mil milions $, una disminució d'un 35% des de 2007.
La revista Forbes diu que ell va guanyar una beca pel disseny d'un programa invencible de tres en ratlla (ara una tasca de programació trivial, però no era cosa fàcil en la dècada del 1950). Al MIT, va treballar a l'equip del diari estudiantil The MIT Tech, durant el seu segon any. Va tenir una memòria extraordinària i aparentment ho va demostrar al seu temps d'estudiant universitari, segons persones que el coneixien al MIT. McGovern va rebre un títol en el curs 7 (o biologia/ciències de la vida) del MIT, el 1959.
Per un temps, va ser editor de Computers & Automation, la primera revista sobre ordinadors del món, fundada, publicada i editada per Edmund C. Berkeley. Va començar l'International Data Corporation (IDC) amb un amic el 1964, que va produir una base de dades d'indústria informàtica i va publicar un butlletí, EDP Industry & Market Report. Va començar el setmanari Computerworld el 1967.
Es va divorciar una vegada, tingué quatre fills i visqué a Atherton i Hollis. Ell i la seva segona dona, Lore Harp, van donar 350 milions de dòlars al MIT, per fundar el McGovern Institute for Brain Research («Institut McGovern per a la Investigació Cerebral»).